# Jean Damascène Ntawukuriryayo
Pour les articles homonymes, voir Ntawukuriryayo.
Jean Damascène Ntawukuriryayo, né le 8 août 1961 à Runyinya dans l'actuelle Province du Sud, est un homme politique rwandais.   

## Biographie
Jean Damascène Ntawukuriryayo a été le vice-président de l'Assemblée nationale et ministre de la Santé. Il est le candidat du Parti social démocrate (PSD) et l'un des trois seuls opposants lors de l'élection présidentielle de 2010 qui confirme dans ses fonctions le président sortant Paul Kagame – que Ntawukuriryayo avait soutenu en 2003.
En 2010, le slogan de sa campagne est « Le bon moment pour l'alternance ». Sa stratégie repose sur cinq « dogmes » : gouvernance démocratique, développement économique sur la base d'investissements publics, lutte contre les disparités sociales, intégration régionale, consolidation de l'unité nationale.
Lors du scrutin, Jean Ntawukuriryayo se classe en deuxième position avec 256 488 voix, soit 5,15 %.
Titulaire d'un doctorat en pharmacie obtenu en Allemagne, Jean Damascène Ntawukuriryayo est également professeur puis vice-recteur de l'université nationale du Rwanda.
Élu président du Sénat le 10 octobre 2011, il démissionne de ce poste le 17 septembre 2014.